# Comarca de Tudela
Comarca de Tudela és una comarca de Navarra que ocupa gairebé tot el territori de la merindad de Tudela, a la zona castellanoparlant. Està situat a la zona més meridional de Navarra, fronterera amb La Rioja i Aragó i amb la comarca de Ribera Arga-Aragón. La principal ciutat és Tudela i està formada pels municipis de: Corella, Fitero, Cintruénigo, Cascante, Murchante, Monteagudo, Tulebras, Barillas, Ablitas, Fontellas, Cabanillas, Ribaforada, Fustiñana, Buñuel, Cortes de Navarra, Valtierra, Arguedas, Castejón i Tudela.